# Tōfuku-ji
Tōfuku-ji (東福寺?) è un tempio Buddista che si trova a Higashiyama-ku, quartiere municipale di Kyoto, Giappone, nell’area sud-est della città.  Il tempio di Tōfuku-ji deriva il suo nome dai nomi di due templi della città di Nara: il Tōdai-ji e il Kōfuku-ji.  Fa parte del  Kyoto Gozan ovvero del Sistema delle Cinque Montagne ed è il tempio principale del Buddismo giapponese Rinzai-shu.

## Storia
Il Tōfuku-ji fu fondato nel 1236 da Kujō Michiie, consigliere imperiale.  Egli nominò il monaco Enni Ben’en Abate fondatore. Enni aveva studiato per 7 anni alla scuola Rinzai-Shu del Buddismo Zen in Cina con il Monaco  Wuzhun Shifan. 
La costruzione del complesso templare durò circa 30 anni.
Nel corso del XIV secolo il tempio fu più volte distrutto da incendi e ricostruito nel XV secolo rispettando la planimetria originaria. 
Il tempio Tofuku-ji è uno dei templi del Sistema dei templi delle cinque montagne.
Durante il periodo Meiji a seguito del decreto Shinbutsu bunri il tempio fu ampiamente ridimensionato passando da un complesso di 70 edifici a 25 edifici. Nel 1881, un ulteriore incendio distrusse  numerosi edifici di rilievo nonché la statua del Buddha Sakyamuni. Durante la Guerra russo-giapponese, l’intera area del complesso templare fu requisita e adibita a campo di internamento per i prigionieri di guerra russi.
Successivamente sia la sala principale sia l’Hattō sono stati riedificati nel 1917, e una nuova statua del Buddha Sakyamuni è stata collocata nel tempio nel 1934.

## Architettura

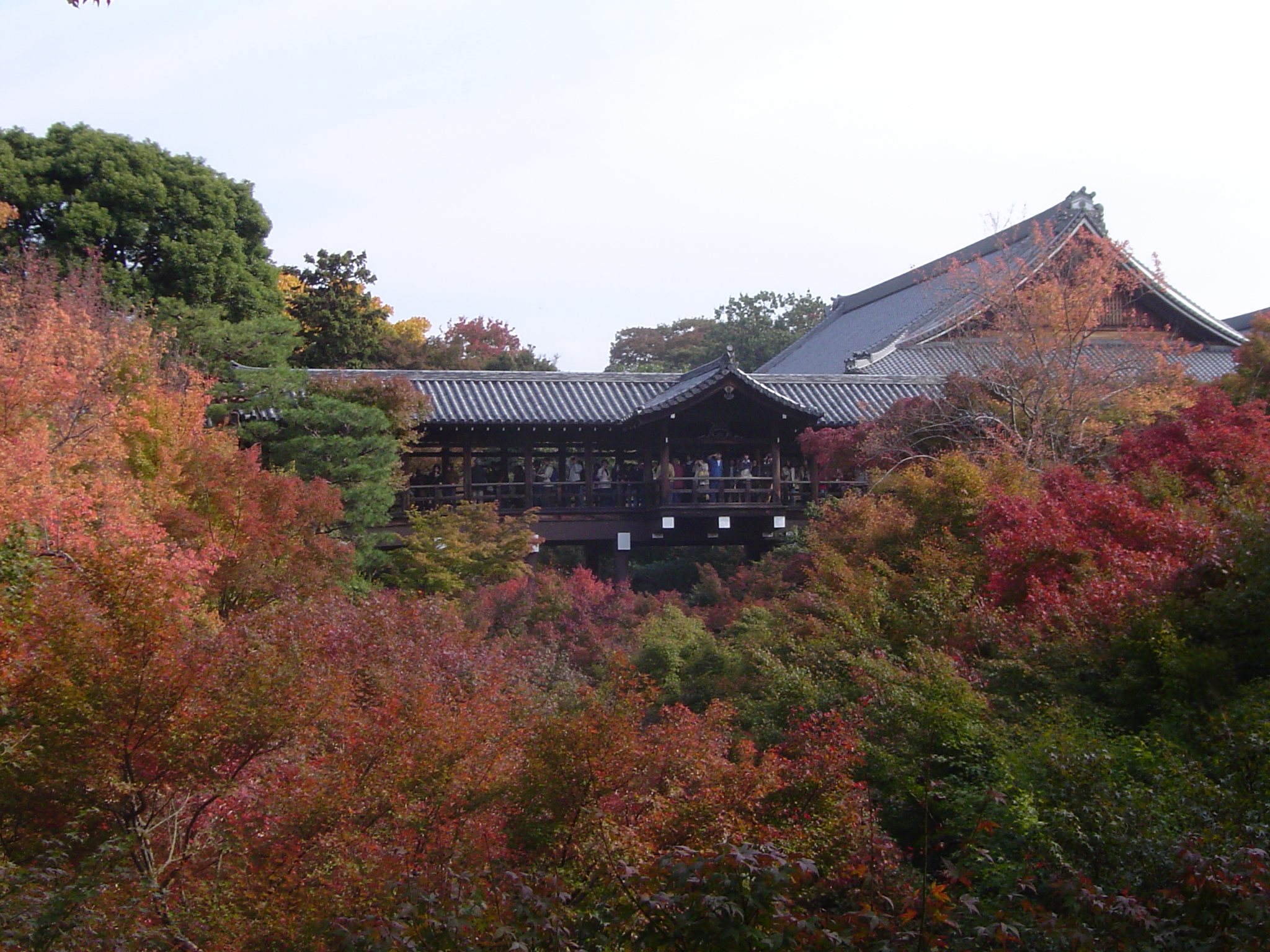
Veduta del ponte Tsūten-kyō in autunno

Oggi il complesso templare del Tōfuku-ji è costituito oltre che dal padiglione principale da 24 templi minori.
Il portale di ingresso del tempio Tōfuku-ji, risalente al 1425, si salvò durante i vari incendi ed è oggi il più antico e più ampio sanmon conservato in Giappone ed è uno dei Tesori nazionali del Giappone. 
Il portale ha due piani per complessivi 22 metri di altezza e si sviluppa in cinque campate. Le tre campate centrali costituiscono altrettanti portali di ingresso.
Sono conservati nello stato originario anche il Sodo (la residenza dell’Abate) del 1347, lo Yokushitsu (edificio con i bagni) del 1459, la torretta con la campana del XV secolo, il portale con le statue dei due guardiani (1597)
L’area comprende anche i servizi igienici pubblici più antichi del Giappone che furono costruiti nella prima metà del periodo Muromachi (1336-1573).
Il complesso del Tofuku-ji è stato restaurato tra il 1969 e il 1978 al costo di 2.5 milioni di dollari 
.

## Opere d’arte
Il tempio conserva un imponente dipinto che rappresenta la morte del Buddha storico o nehan-zu. Il dipinto (7 x 14 metri) è il secondo più ampio del Giappone, superato in dimensioni solamente da un’opera analoga conservata nel vicino tempio di Sennyū-ji che misura 8 x 16 metri. Entrambe queste opere vengono esposte al pubblico molto raramente. Recentemente sono state mostrate nel 2003 per soli tre giorni.

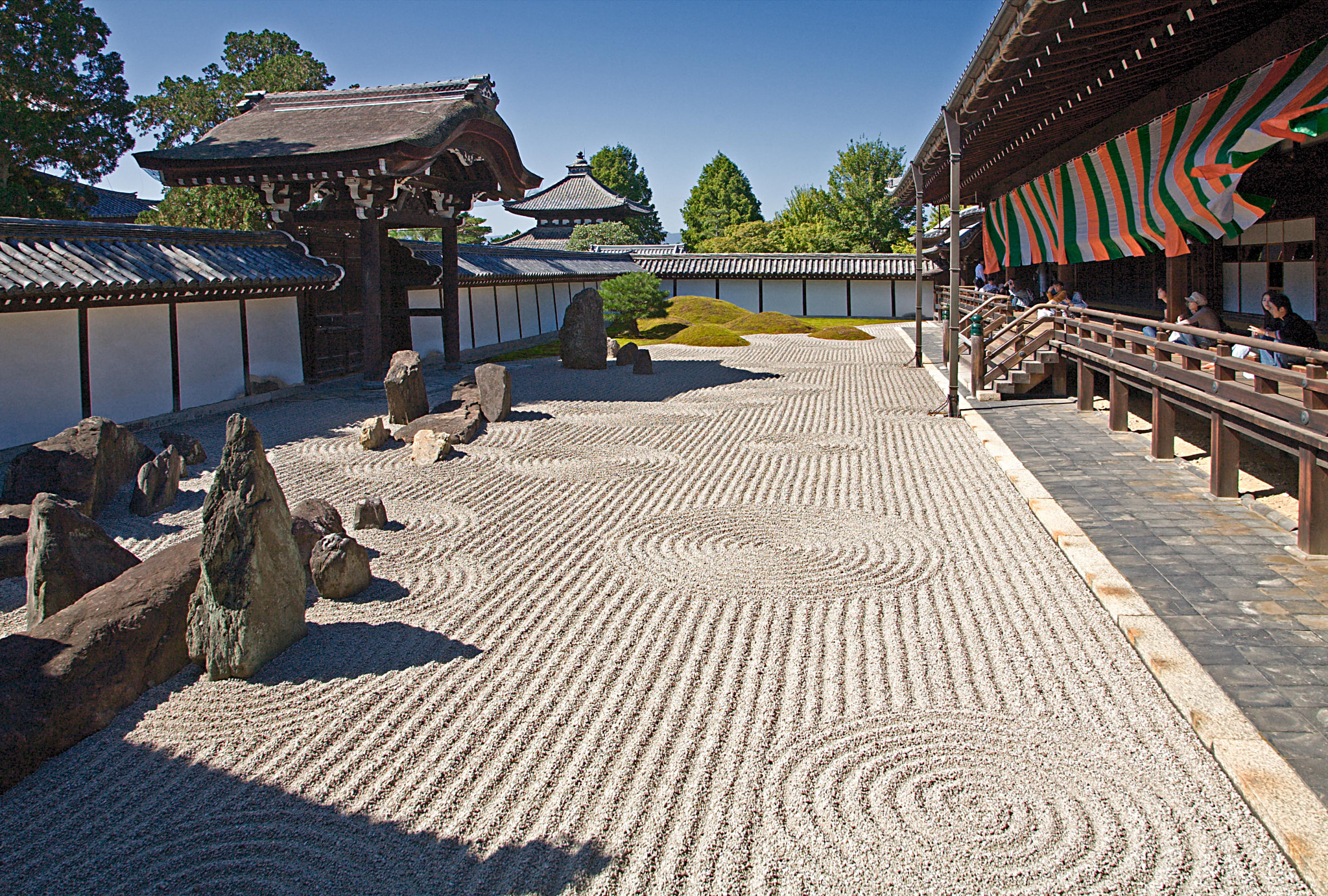
Giardino Honbo

Si conserva un ritratto di Wuzhun Shifan datano 1238 di autore anonimo donato al tempio dal monaco Enni attorno al 1240. Si conservano inoltre documenti autografi di Wuzhun.
Nel 1933 il pittore di stile Nihonga Inshō Dōmoto, nel corso dei restauri, ha dipinto il soffitto di una delle sale rappresentando un grande "Drago Blu".

## Giardini

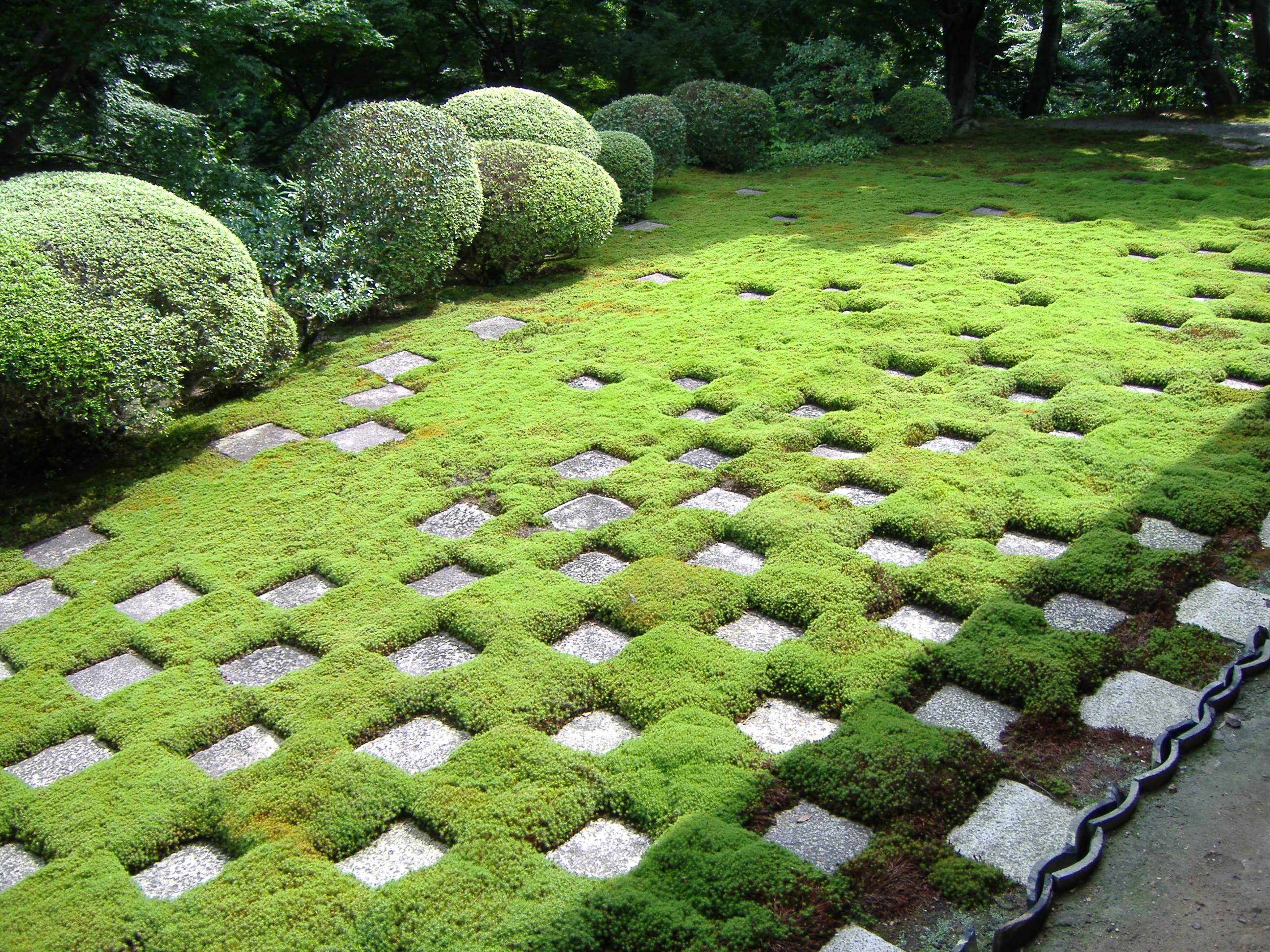
Il giardino di muschio

Il Tofuku-ji è noto per i numerosi giardini; sono presenti nell’area del sistema templare numerosi giardini giapponesi.
La struttura attuale dei giardini è stata progettata dall’architetto e paesaggista Mirei Shigemori alla fine degli anni 30.

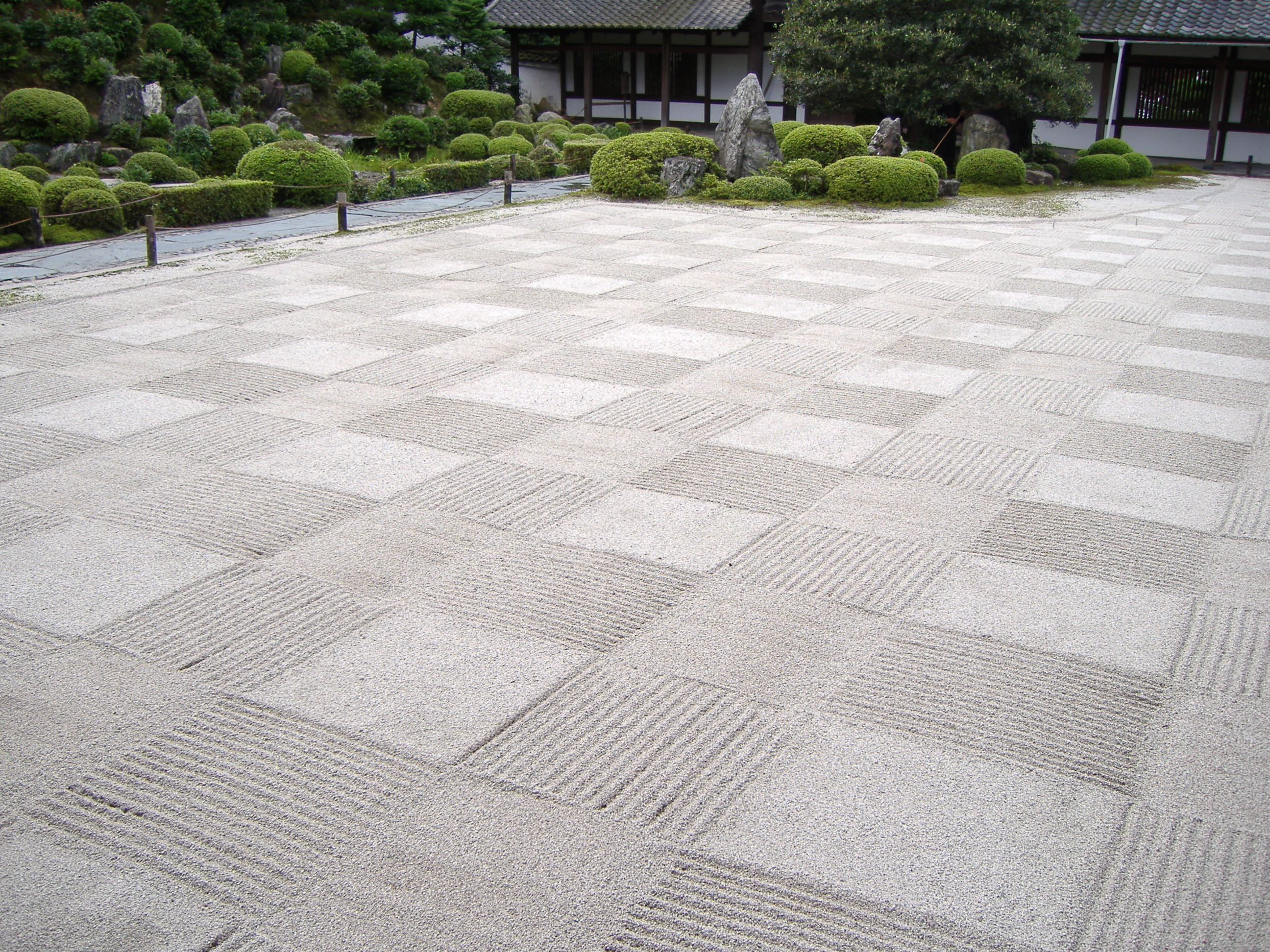
Giardino di ghiaia Kaizandō

Il giardino di muschio in particolare è rappresentativo del rinnovo dei principi guida per la progettazione dei giardini in Giappone nel XX secolo.
Nei giardini sono presenti numerosi aceri palmati che attraggono una folla di turisti nella stagione autunnale grazie ai colori del fogliame. È tradizione ammirare le chiome degli aceri dal ponte Tsūten-kyō, un passerella coperta in legno che attraversa una valletta piantumata ad aceri .